# NGC 514
NGC 514 ist eine Balken-Spiralgalaxie mit ausgedehnten Sternentstehungsgebieten vom Hubble-Typ SBc im Sternbild Fische auf der Ekliptik. Sie ist schätzungsweise 115 Millionen Lichtjahre von der Milchstraße entfernt und hat einen Durchmesser von etwa 125.000 Lichtjahren. Das Objekt wurde am 16. Oktober 1784 von dem deutsch-britischen Astronomen Wilhelm Herschel entdeckt.
Die Kernregion der Galaxie ist reich an H II. Im Zentrum wird ein supermassives Schwarzes Loch mit 3.2 × 106 M☉ vermutet.

Am 5. Oktober 2020 wurde von dem japanischen Astronom Koichi Itagaki eine Supernova vom Typ Ia, 2020uxz, in NGC 514 entdeckt, die am 23. Oktober 2020 eine scheinbare Helligkeit von 13,5 mag erreichte.

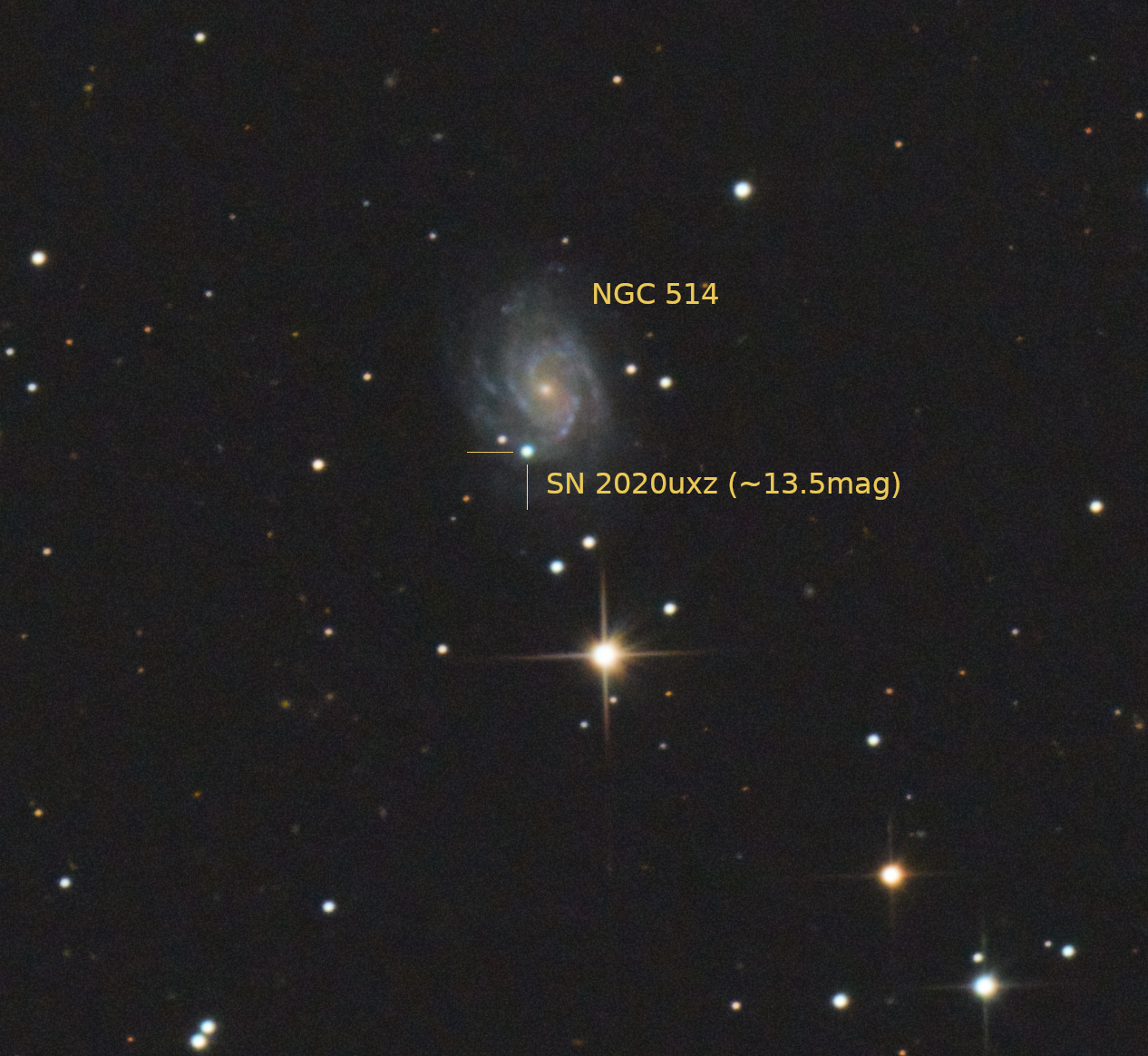
Die Supernova 2020uxz in der Galaxie NGC 514, aufgenommen am 6. November 2020. Zu diesem Zeitpunkt lag die Helligkeit nahe dem Maximum von 13,5 mag (scheinbare Helligkeit).